# Lindbergia pageti
Lindbergia pageti is een slakkensoort uit de familie van de Pristilomatidae. De wetenschappelijke naam van de soort is voor het eerst geldig gepubliceerd in 1968 door Riedel.